# Oflag VI B Dössel

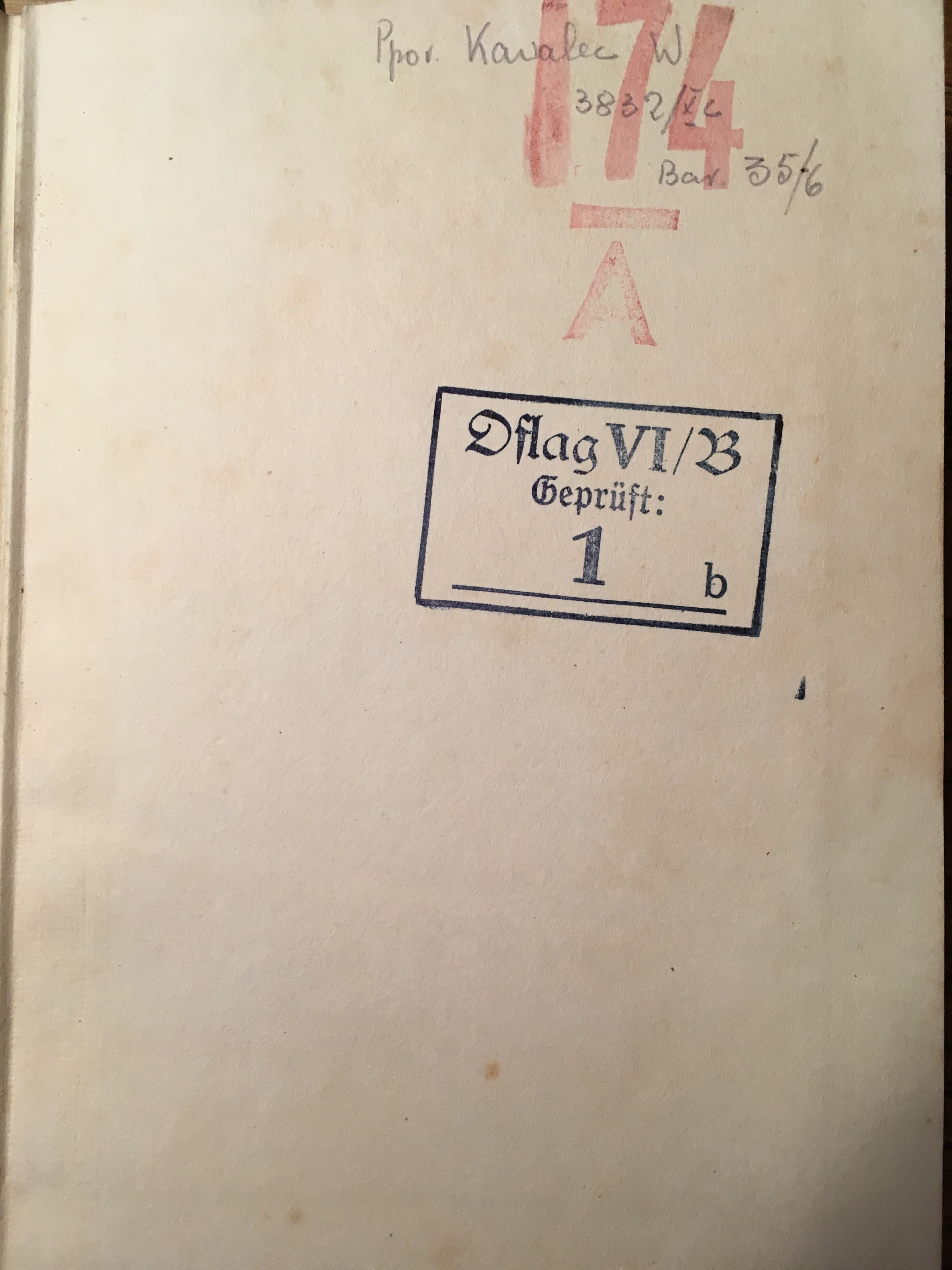
Karta w książce zezwalająca na jej posiadanie w obozie

Oflag VI B Dössel (Doessel) – niemiecki obóz jeniecki dla oficerów jeńców w Nadrenii Północnej-Westfalii (zachodni obszar Niemiec), powstał w 1940, 5 km na południowy zachód od Dössel (dzisiaj część miasta Warburg), w miejscu, gdzie wcześniej planowano budowę lotniska.

## Historia
Z początku umieszczono tutaj oficerów brytyjskich i francuskich. Pod koniec 1942 Brytyjczycy i Francuzi zostali przeniesieni do innych obozów. Na ich miejsce przybyli Polacy, głównie z Oflag IV C Colditz i 1077 oficerów polskich wydanych przez Rumunów.
Brytyjczycy zaczęli kopać tunel, a przed wyjazdem przekazali informacje o tym Polakom, którzy kontynuowali prace. 20 września 1943 47 oficerów polskich (m.in. Stanisław Fischer) prześlizgnęło się przez tunel. Już 24 września złapano 20 i przywieziono z powrotem do obozu, skąd następnego dnia zostali zabrani do Buchenwaldu i tam rozstrzelani. W ciągu następnych kilku dni złapano dalszych 17. Zabrani zostali do gestapo w Dortmundzie i tam zamordowani. Tylko 10 udało się pozostać na wolności i albo wrócić do Polski albo przedostać do wojsk alianckich.
Następna tragedia zdarzyła się rok później. 27 września 1944 w nocy bombowce brytyjskie, mając za cel stację kolejową w Nörde, omyłkowo zrzuciły bombę na obóz, zabijając 90 oficerów i raniąc 230, w tym m.in. gen. bryg. Wiktora Thommée, płk. Bolesława Borkowskiego, płk. Stefana Brzeszczyńskiego i mjr. Władysława Steblika. W sumie w Dössel zginęło 141 jeńców. Są pochowani na miejscowym cmentarzu.
Obóz został oswobodzony przez armię amerykańską 1 kwietnia 1945.
W 1960 powstał Klub Dösselczyków. Pamiętniki byłych jeńców są przechowane w Centralnym Muzeum Jeńców Wojennych w Łambinowicach-Opolu.

## Jeńcy

### Lista jeńców, którzy uciekli z Oflagu VI B Dössel 19/20 września 1943[3]
| Nazwisko i imię                                  | Stopień      | Data urodzenia | Nr jeńca      | Barak | Wynik ucieczki                                   |
| ------------------------------------------------ | ------------ | -------------- | ------------- | ----- | ------------------------------------------------ |
| Begier Franciszek                                | ppor.        | 23.11.1914     | 1671-XIB      | 26/2  | zginął –Dortmund                                 |
| Beuth Kazimierz                                  | ppor.        | 2.04.1911      | 569-XIB       | 8     | zginął – Dortmund                                |
| Bohuszewicz Jerzy                                | maj. lot.    | 8.09.1890      | 316-XIIA      | 28/5  | zginął – Dortmund                                |
| Chmiel Mieczysław                                | ppor.        | 6.04.1915      | 96-IIA        | 27/4  | zginął – Dortmund                                |
| Czajkowski Czesław                               | ppor.        | 2.09.1909      | 650-XIB       | 28/8  | zginął – Dortmund                                |
| Czenszak Aleksander                              | ppor.        | 5.08.1913      | 185-VIIB      | 8     | zginął – Dortmund                                |
| Dietrich Tadeusz                                 | ppor.        | 19.11.1915     | 670-XIA       | 29/1  | wrócił do kraju                                  |
| Dodacki Edward                                   | ppor.        | 26.05.1908     | 97-XIIA       | 38/6  | zginął – Buchenwald                              |
| Drzewiecki Zygmunt                               | ppor.        | 27.12.1910     | 68-XIIA       | 26/8  | zginął – Buchenwald                              |
| Filipek Stanisław                                | por.         | 17.12.1900     | 567-VIE       | 8     | zginął – Dortmund                                |
| Fura Edward                                      | por.         | 12.05.1910     | 498-VIE       | 11    | zginął – Dortmund                                |
| Iwacyk Władysław                                 | por. sap.    | 14.11.1914     | 414-IVC       | 28/4  | uciekł do Belgii – zginął w partyzantce          |
| Jabłoński Henryk                                 | ppor.        | 12.07.1912     | 801-XIB       | 29/7  | zginął – Buchenwald                              |
| Kawalec Wincenty                                 | ppor.        | 31.10.1914     | 2832-XC       | 35/6  | Wrócił do kraju                                  |
| Kobyłko Karol                                    | ppor.        | 23.02.1908     | 886-XIB       | 38/6  | zginął – Dortmund                                |
| Krünes Jerzy                                     | ppor.        | 24.08.1916     | 1164-XIA      | 26/8  | zginął – Buchenwald                              |
| Łysak Kazimierz                                  | por. sap.    | 3.12.1913      | 52934-XB      | 35/1  | zginął – Dortmund                                |
| Michalski Czesław                                | ppor.        | 30.11.1912     | 492-XIB       | 8     | zginął – Buchenwald                              |
| Michel Jan                                       | ppor. lot.   | 16.05.1915     | 346-XIIA      | 28/6  | zginął – Dortmund ur.Pabianice                   |
| Mikulski Stanisław                               | por.         | 14.11.1902     | 530-IIB       | 38/5  | zginął – Buchenwald                              |
| Molenda Andrzej                                  | kpt. dypl.   | 18.04.1897     | 1041-XIB      | 29/7  | wrócił do kraju                                  |
| Nowakowski Stanisław                             | ppor.        | 1.10.1907      | 1553-XA       | 38/3  | zginął – Buchenwald                              |
| Osiecki Tadeusz                                  | ppor.        | 14.12.1911     | 1653-IIB      | 27/4  | zginął – Buchenwald ur.Wylazłowo                 |
| Pierzchalski Jan                                 | ppor.        | 8.12.1913      | 35483-XB      | 34/1  | zginął – Buchenwald                              |
| Piestrzyński Jerzy                               | por.         | 2.08.1908      | 6939-XIA      | 26/2  | wrócił do kraju – zginął w partyzantce           |
| Przeczek Adolf                                   | ppor.        | 12.08.1912     | 159-IVC       | 28/4  | zginął – Dortmund                                |
| Pszczółkowski Władysław                          | ppor.        | 14.08.1912     | 652-IVC       | 28/4  | uciekł do Belgii – zginął w partyzantce          |
| Sawicki Czesław                                  | por. sap.    | 16.07.1911     | 52984-XB      | 35/3  | zginął – Dortmund                                |
| Sawicki Tadeusz                                  | ppor.        | 7.03.1912      | 501-XIIA      | 8     | zginął – Buchenwald                              |
| Skrzymowski Jerzy                                | ppor.        | 21.01.1920     | 196-IIA       | 28/2  | wrócił do kraju – zginął w powstaniu warszawskim |
| Spałek Stanisław                                 | por.         | 24.01.1914     | 15297-VIIA    | 28/8  | zginął – Dortmund                                |
| Szajewski Michał                                 | ppor.        | 7.03.1912      | 1301-XIB      | 8     | zginął – Buchenwald                              |
| Szczepanowski Witold                             | ppor. mar.   | 17.12.1915     | 52588-XB      | 26/6  | zginął – Buchenwald                              |
| Stec Jan                                         | ppor.        | 19.02.1916     | 722-XVIIIC    | 27/4  | zginął – Buchenwald                              |
| Stokwisz Stanisław                               | ppor.        | 23.08.1915     | 1660-IIA      | 27/4  | zginął – Buchenwald                              |
| Tyrlik Ludwik                                    | ppor.        | 15.04.1911     | 119-XIB       | 28/8  | zginął - egzekucja po schwytaniu (wg rodziny)    |
| Urbański Stanisław vel Urban Stanisław           | por.         | 12.01.1912     | 1613-XIB      | 29/7  | zginął – Buchenwald                              |
| Walecki Stanisław                                | ppor.        | 28.11.1912     | 1346-XIB      | 27/1  | zginął – Buchenwald                              |
| Wysocki Józef                                    | ppor.        | 2.01.1913      | 1394-XIB      | 28/8  | zginął – Dortmund                                |
| Zieleniewski Jan                                 | por.         | 8.02.1901      | 158-XIB       | 38/3  | wrócił do kraju                                  |
| Zimiński Władysław                               | por.         | 15.03.1909     | 32040-XIIIA   | 33/2  | uciekł do Szwajcarii                             |
| Złotowski Witold                                 | ppor.        | 10.10.1914     | 231-XIIA      | 28/4  | zginął – Dortmund                                |
| Żytnicki Jan Stefan                              | por.         | 20.08.1920     | 440-XA        | 38/1  | zginął – Buchenwald                              |
| Baumgart Franciszek Leonard (pseud. Zwijacz Jan) | ppor. (kpr.) | 14.10.1914     | 15335-VIIA    | 38/6  | wrócił do kraju                                  |
| Chojnowski Stanisław                             | szer.        | 15.05.1916     | 1009-XA       | 17    | zginął – Dortmund                                |
| Dzik Kazimierz                                   | szer.        | 6.04.1914      | 10400-VIA sta | 19    | zginął – Buchenwald                              |
| Fiszer Stanisław                                 | pchor.       | ?              | 1215-XIA      | 15    | zginął – Buchenwald                              |

### Lista oficerów poległych podczas bombardowania oflagu 27 września 1944[4]
1. Banasiak Michał ,kpt. sł. st. łącz. dow. łącz. 7 DP
2. Bartoszewski (Bartoszewicz ?) Stanisław, ppor. rez. piech. 63 pp
3. Bianchi Leon, VM, płk. dypl. sł. st. sap. (pośm.), dow. sap. A. ”Poznań”
4. Biega Stanisław, VM ppłk, dypl. sł. st. sap. (pośm.), sztab A. „Poznań”
5. Błaszczyk Stanisław, rtm. kaw. (?)
6. Borkowski Roman, kpt. sł. st. int., szef int. 5 DP
7. Brzeziński Józef, oficer
8. Buchta Ernest, VM, mjr dypl. sł. st. piech., sztab A. „Modlin”
9. Burakiewicz Stefan, ppor.
10. Ciesielski Antoni, por. sł. st. piech., dow. plut. pgaz. 2 pp Leg.
11. Dąbrowski Antoni II, VM, mjr dypl. sł. st. piech., w I Oddz. sztabu A. „Poznań”
12. Dąbrowski Marian Kazimierz, kpt. sł. st. adm., CWPiech.
13. Dąbrowski Marian Mieczysław, por. sł. st. piech., w 49 pp
14. Dokurno Ksawery, por. art. (ur. 19 I 1914), 15 pal[5]
15. Dobrzyński Tadeusz, inż., kmdr ppor. sł. st. mar. (pośm.)
16. Domański Paweł, por. rez. art., w 27 pal–u
17. Flis Roman, por. rez. piech., dow. 6 / 26 pp
18. Goetzendorf-Grabowski Tadeusz Adam, mjr rez. art., ofic. kadra OK. VIII
19. Groblewski Wojciech, ppor.
20. Grudziński Tadeusz, por. piech. (pośm.)
21. Gryszan Witold, por. br. panc. rez., 7 bpanc.
22. Jakubowski Wiesław, ppor. sł. st. piech., dow. I / 2 ckm / 67 pp
23. Janitz Klemens, mjr sł. st. piech. (pośm.), dow. 7 / 71 pp
24. Jedliczka Kazimierz Apolinary, por. rez. uzbr. (pośm.), kadra 5 oddz. sł. uzbr.
25. Kałwiński (Kalwiński ?) Kazimierz, ppor. rez. piech., dow. II / komp. ppanc / 60 pp
26. Kasiura Feliks, ppor. rez. piech., płatnik III / 9 pal
27. Kisieliński Stanisław, ppor. rez. art., ofic. broni 9 pal
28. Kluszczyński Norbert Adam, kpt. sł. st. piech., dow 1 ckm / 2 pgr.(1 D Gren.)
29. Kołodziejski Emilian, ppor. rez. lekarz[6]
30. Korsak Wacław, mjr sł. st. piech., dow I / 9 pp Leg
31. Korzeniowski Jan, por. rez. piech.
32. Kozłowski Romuald Wacław, kpt. sł. st. art., sztab AD 5 DP
33. Królikiewicz  Stanisław, ppor.
34. Krzyszkowski Zygmunt, ppor.
35. Krzywobłocki Mieczysław, VM, ppłk. st. sp. piech.
36. Kuszeliński Zygmunt, ppor.
37. Lipiński Józef, ppor. rez. piech. 82 pp
38. Lisiński  Antoni, por. art. (pośm.)
39. Losert Eugeniusz  Franciszek, mjr sł. st. piech. (pośm.), sztab 23 DP
40. Łączyński Włodzimierz Hipolit, mjr sł. st. kaw., z – ca dow. 2 psk  Woł. Br. Kaw.
41. Łępicki (Łempicki ?) Sławomir, por. sł. st. art., dow. 3 / 4 pal–u
42. Maj Feliks Julian, por. art. (pośm.), ofic. ogn. 6 / 8 pal–u
43. Majewski Piotr, kpt. sł. st. art., dow. I / 8 pal–u
44. Makacewicz Bazyli, ppor.
45. Malinowski Władysław, kpt. dypl. sł. st. piech., sztab 41 DP rez., potem 44 DP rez.
46. Maresz Tadeusz, kpt. rez. piech. (pośm.)
47. Maś Jan Wincenty, kpt. sł. st. piech., I adiut. 26 pp
48. Matysek Tadeusz Józef, dr, ppłk. sł. st. aud., szef WSO Nr IV
49. Matzner Stanisław Marian, ppłk. sł. st. art., CWArt.
50. Michałkiewicz Tadeusz Józef, ppor.
51. Motyliński Kazimierz, por. rez. art., adiut. II / 14 pal
52. Mueller Czesław, kpt. sł. st. piech., dow. 4 / 10 pp
53. Napiórkowski Aleksander, ppor. kaw.
54. Niedenthal  Adam, ppor. piech. rez., 210 pp
55. Niesiołowski Andrzej, dr, ppor. rez. br. panc., kadra 7 d. samoch.
56. Niestrzęba Jan Tadeusz, mgr, por. rez. art., 5 lub 12 pal (obrońca Helu)
57. Nowosielski Stanisław, ppor. rez. art., 16 pal
58. Nyk Kazimierz, ppor. mar.
59. Panek Bronisław, ppor.
60. Piechocki Jerzy, ppor. piech., dow. I / sam. komp. ckm / 9 DP
61. Pięta Franciszek, por. rez. int., PKU Królewska Huta
62. Pleciński Feliks Bogdan, por. rez. art. (pośm.), ofic. żywn. III / 17 pal–u
63. Polek Stefan Szymon, kpt. sł. st. piech., ofic. inf. 40 pp
64. Pozorski Hubert, ppor. rez. piech., 70 pp
65. Przybysz Bolesław, ppor. rez. piech. 62 pp
66. Przyłuski Marian, mjr. sł. st. piech., kmdt Placu Kielce
67. Radawski Franciszek Józef, ppor.
68. Romanowski Marian Stefan, kpt. sł. st. mar. (obrońca Helu)
69. Sacewicz Wacław, VM, rtm. st. sp. kaw., ofic. kadra OK VII
70. Sawka Zenon Wiktor,  kpt. sł. st. piech., dow. 9 / 80 pp
71. Seniuta Jan, por. sł. st. br. panc., 1 d. poc. panc.
72. Seyk Henryk  Leon, por. rez. br. panc., 1 d. panc.
73. Sims Armin Rigo, ppor. rez. art., ofic. ogn. 7 / 7 pal–u
74. Stec Kazimierz, kpt. sł. st. art., dow. 3 / 78 dal
75. Szawelski Jan Izajasz, kpt. sł. st. art., sztab 9 DP
76. Szymański  Roman Jan, ppor. rez. piech., dow. I / 2 / 7 bs
77. Szymański  Zdzisław Henryk, ppłk. dypl. sł. st. piech. (pośm.), sztab A. „Poznań”
78. Tuchoniewicz Zdzisław, ppor.
79. Witaszek  Mieczysław, kpt. rez. piech., ofic. Str. Gr.
80. Władziński Wacław, por. sł. st. łącz., dow. plut. w komp. tel. 5 DP
81. Wojciechowski Leon, VM, kpt. sł. st. art., dow. 1 / 25 pal–u
82. Wójcik Roman Szymon, kpt. sł. st. adm. int., B. Adm. Armii
83. Wysocki Wacław, ppor.
84. Wysocki Władysław, kpt. sł. st. piech., dow. komp. zwiadu 66 pp
85. Zacny Gustaw, VM, ppłk. sł. st. piech., dow. 1 bs
86. Zadora-Zadorecki  Eustachy Włodzimierz, kpt. st. sp. art., 7 dak (SGO Polesie)
87. Zarębski  Stanisław II, kpt. adm. (piech.), PUWFiPW
88. Zieliński Edward, por. rez. kaw. (pośm.), 11 p. uł. (?)
89. Złotkowski Wiktor, kpt. sł. st. obs., MDLot
90. Żuk-Rybicki Tomasz Marian, ppłk. sł. st. aud., szef WSO nr IX Brześć n. Bugiem

Po raz drugi bomby spadły na oflag 20 III 1945 r. Polegli wówczas:
1. Budziński Wit mjr dypl. sł. st. pil., d-two Obr. W-wy
2. Kruszewski Zygmunt kpt. obs.
3. Zamecki Jan Mieczysław ppłk sł. st. uzbr., Insp. uzbr. MSW wojsk.